# Leif Dag Werneid
Leif Dag Werneid (1943) è un ex pattinatore di velocità su ghiaccio ed ex calciatore norvegese, di ruolo attaccante e centrocampista.

## Carriera

### Calcio
In patria con il Lisleby gioca nella Hovedserien 1961-1962, retrocedendo in cadetteria al termine del campionato.
Nel 1967 è in America in forza al Pacific Rangers.
Nel 1968 passa ai Los Angeles Wolves, società militante nella neonata NASL. Con i Wolves ottenne il terzo posto della Pacific Division, piazzamento insufficiente per ottenere l'accesso alla fase finale della North American Soccer League 1968.
Dal 1976 al 1977 è in forza al club dell'American Soccer League L.A. Skyhawks, con cui vince il campionato 1976.

### Pattinaggio
Werneid ha gareggiato anche a livello internazionale come pattinatore di velocità su ghiaccio.

## Palmarès

### Competizioni nazionali
- American Soccer League: 1

L.A. Skyhawks: 1976